# Əhən
Əhən è un comune dell'Azerbaigian situato nel distretto di İsmayıllı. Conta una popolazione di 573 abitanti.